# 维尔纽斯机场
維爾紐斯機場，或称维尔纽斯国际机场（Tarptautinis Vilniaus oro uostas），是立陶宛首都维尔纽斯的一座民用机场，位于市中心南边5.9公里处。旅客数量上为立陶宛三个民用机场最大的一个，每年旅客数量约为5百万人次。机场为波罗的海航空、瑞安航空和維茲航空的枢纽机场。机场由立陶宛交通及通訊部下属的立陶宛机场国有公司来管理。

## 历史

### 早期
机场早在1932年8月17日开始运作。二战之前开通了当时还是国内航线的维尔纽斯至华沙航线，以及通往里加的国际航线。自1939年4月15日起，开通了前往考纳斯的航线。在二战期间，机场用于军事。自1944年7月17日起重新作为民用机场运行。

### 近期发展
自1991年独立后成立了立陶宛航空作为立陶宛的國家航空公司，并接管了俄羅斯航空在维尔纽斯基地的飞机，但很快这些苏联时代的飞机被更现代的波音737、波音757、薩博340和薩博2000型飞机所取代。由于财政的因素，立陶宛航空在2009年1月17日停止运作。
作为拉脱维亚的国家航空公司及在北歐航空部分控股下的波罗的海航空于2004年把维尔纽斯作为第二个基地，并成为了维尔纽斯最大的航空公司，该航司使用的机型为波音737和福克50。在最高峰的时候波罗的海航空从维尔纽斯飞往19个目的地。
从2017年7月14日到8月17日为了重修跑到而关闭了维尔纽斯机场，所有的航班改至考纳斯机场起降。

## 航站楼

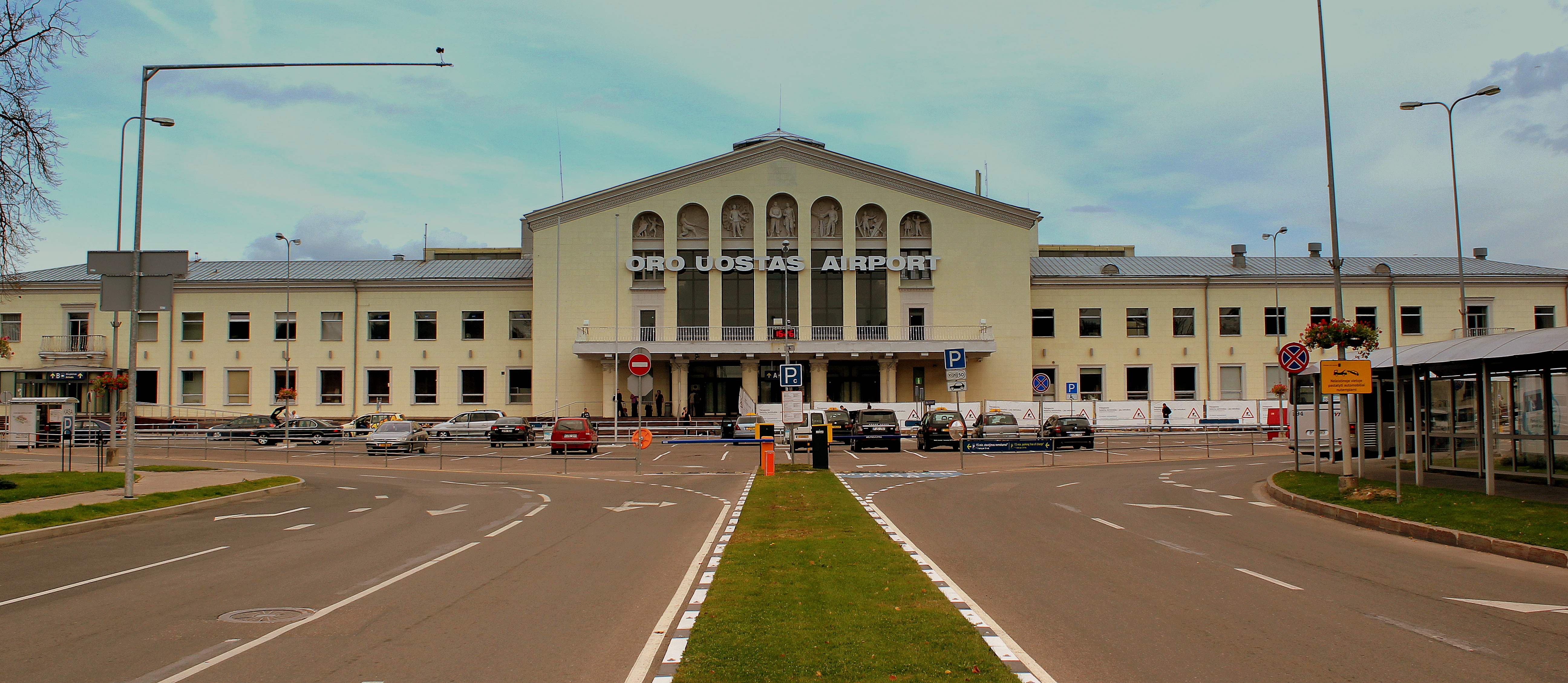
机场主航站楼

航站楼始建于1949年，并在1954年完工，为标准的1950年代苏维埃航站楼设计，最初的设计容量为每天20次起降。航站楼外部装饰有士兵、工人和飞行员的雕像；内部墙壁及天花板则饰以花环、月桂叶及星星，以及直至1990年到初还保存的作为战后初期苏维埃公共建筑里的典型装饰：镰刀和锤子。
1993年建造了与老航站楼相连的出发大厅。此后老航站楼仅作为抵达大厅。
2007年11月，新航站楼投入使用，提高了容量及设施水平，也满足了申根协定的要求。新的航站楼有6个登机桥。

## 航空公司與目的地

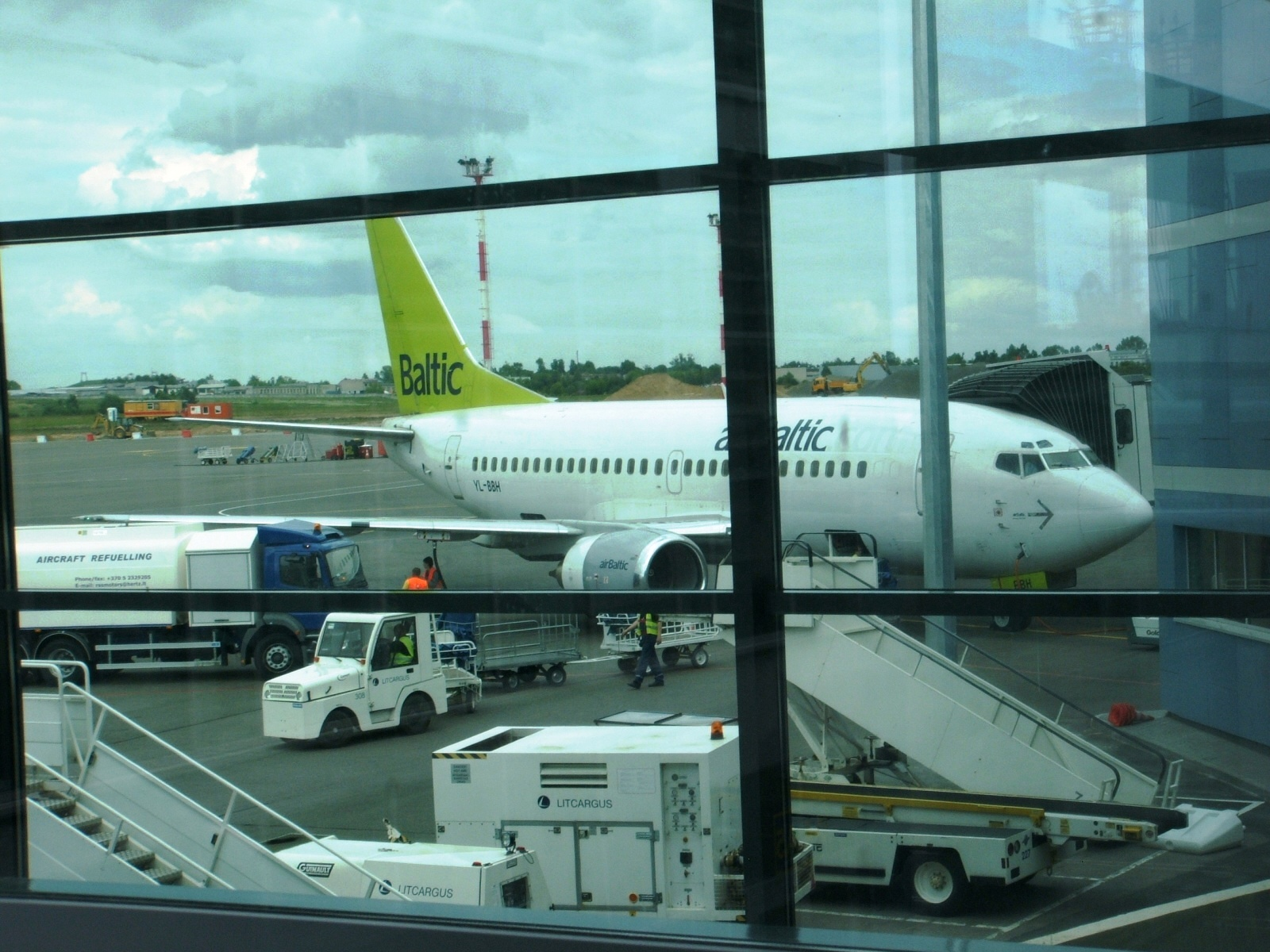
停靠在维尔纽斯机场的波罗的海航空飞机

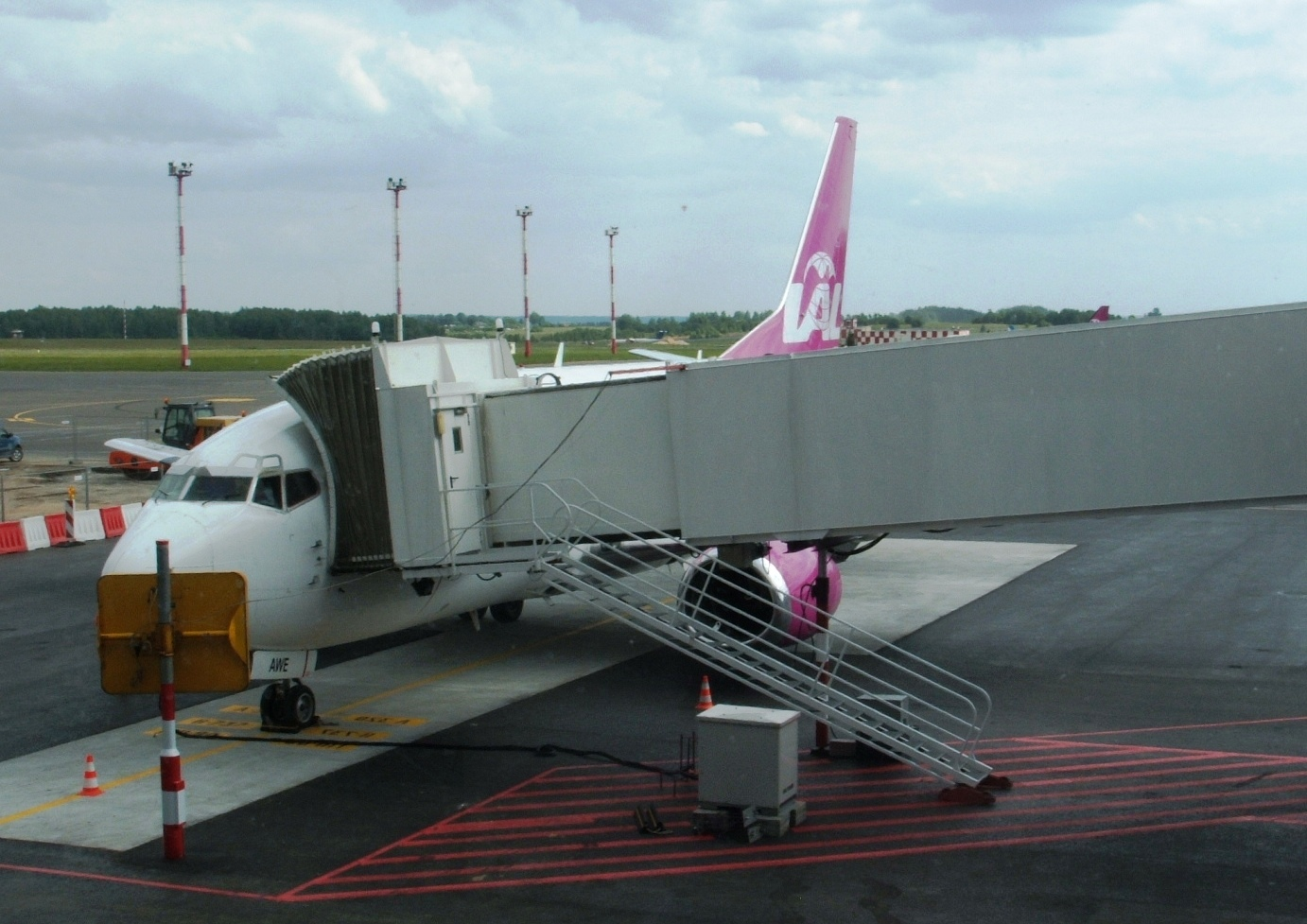
停靠在维尔纽斯机场的立陶宛航空飞机

| 航空公司                    | 目的地 |
| --------------------------- | --- |
| 波羅的海航空                | 阿姆斯特丹、柏林/泰格爾、慕尼黑、巴黎/戴高樂、里加、塔林 |
| 北歐航空 由辛伯航空營運     | 哥本哈根 |
| 北歐航空 由城捷航空營運     | 斯德哥爾摩/阿蘭達 |
| 挪威航空                    | 奧斯陸；季節性：斯德哥爾摩/阿蘭達 |
| 芬蘭航空 由北欧区域航空營運 | 赫爾辛基 |
| 瑞安航空                    | 巴塞羅那、博韋、貝加莫、柏林-舍訥菲爾德、伯明翰、不萊梅、布魯塞爾/沙勒羅瓦、科隆/波恩、都柏林、哈恩、利茲、利物浦、倫敦/盧頓、倫敦/斯坦斯特德、馬德里、馬耳他、紐倫堡、奧斯陸、羅馬/錢皮諾、科隆（2017年11月1日開航）、紐倫堡（2017年10月31日開航） 季節性：干尼亞 |
| 漢莎航空                    | 法蘭克福 |
| 奧地利航空                  | 維也納 |
| 布魯塞爾航空                | 布魯塞爾 |
| LOT波蘭航空                 | 華沙 |
| 維茲航空                    | 巴塞隆那、巴黎博韋、多特蒙德、埃因霍溫、庫塔伊西、拉納卡、倫敦/盧頓、梅明根、羅馬/菲烏米奇諾、羅馬-钱皮诺、米蘭 季節性：格勒諾布爾、斯普利特 |
| Nordica                     | 塔林 |
| 智慧山貓航空                | 季節性包機：畢爾包、大加那利、里耶卡、瓦爾納、法魯 |
| 土耳其航空                  | 伊斯坦布爾/阿塔圖爾克 |
| 考蘭多航空                  | 季節性包機：安塔利亞 |

## 地面交通

### 火车

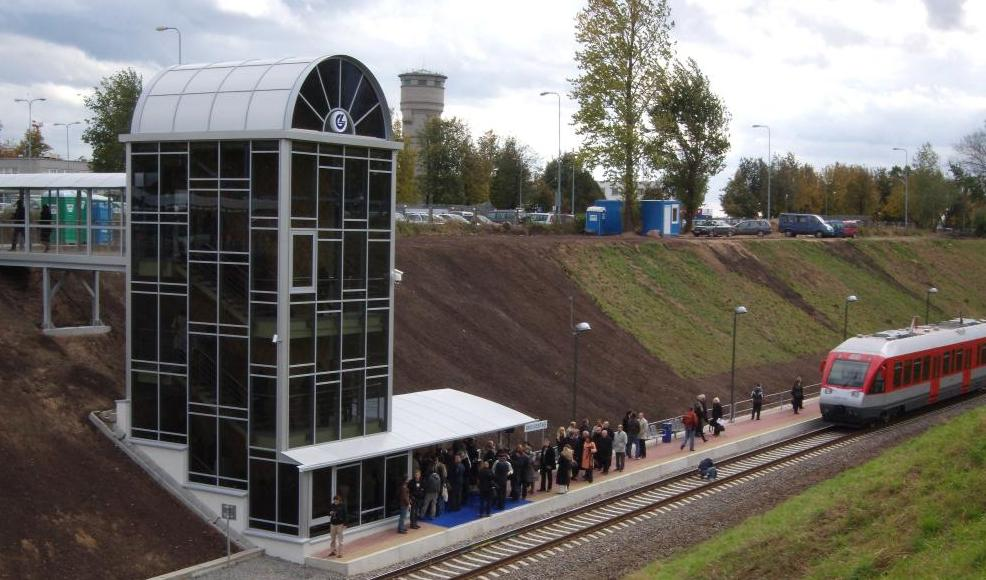
维尔纽斯机场火车站

维尔纽斯机场火车站于2008年10月2日落成，次日起开通直达火车发往维尔纽斯中央火车站。机场火车站与中央火车站之间距离为4.3公里，单程行驶时间为7分钟。单程票价为0.70欧元，可以从网上、火车上或火车站里购票。

### 公共汽车

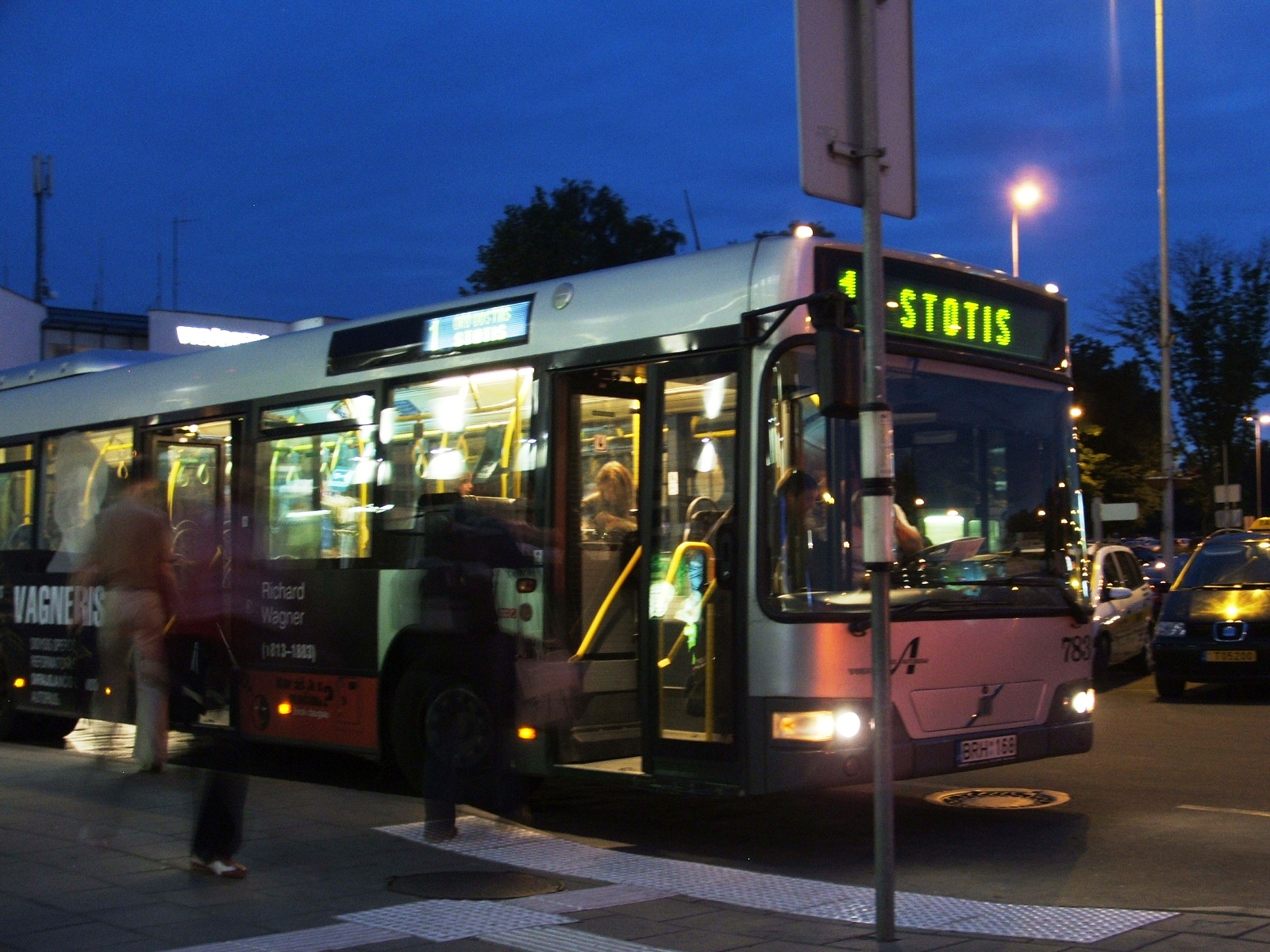
连接机场与中央火车站公共汽车

在机场及市中心之间可以乘坐88、1或2路公共汽车，每20至30分钟有一班。或者可以乘坐快速路线3G，每十分钟有一班。晚上时可以乘坐88N路汽车，从22:30到5:30之间每30分钟有一班。

### 长途汽车
2022年1月时从机场有前往帕兰加和明斯克的城际汽车。

## 事故及意外

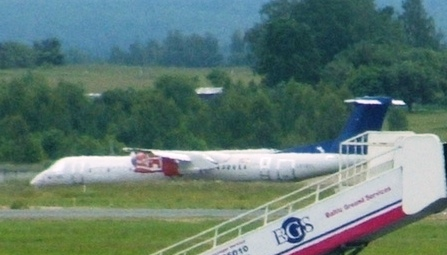
北欧航空庞巴迪Q400客机在维尔纽斯国际机场迫降

2007年9月12日，北欧航空一架载有48名乘客和4名机组人员的庞巴迪Q400客机（注册号LN-RDS）由哥本哈根机场飞往立陶宛帕兰加国际机场，准备降落前发现起落架失灵。机组决定在维尔纽斯机场迫降。飞机迫降后所有人员均及时成功逃离，未造成人员伤亡。这次事故以及同期另两起类似事故，促使北欧航空决定永久停飞庞巴迪Q400客机。
2024年11月25日清晨5点30分左右，德国邮政旗下物流企业敦豪公司的一架货机在维尔纽斯机场附近坠毁。